# Burgstall Unterschleißheim
Der Burgstall Unterschleißheim ist eine abgegangene Burg in Unterschleißheim im Landkreis München. Er ist als Bodendenkmal als „verebneter Niederungsburgstall des hohen Mittelalters“ in die Bayerische Denkmalliste eingetragen.

## Beschreibung
Der überbaute Burgstall war ein verebneter Niederungsburgstall des hohen Mittelalters. Die Wehranlage aus dem 11. Jahrhundert mit hölzernem oder steinernem Wehr- und Wohnbau war vermutlich von drei wasserführenden Gräben und zwei Kieswällen umgeben. Die Anlage wurde 1992 im Zuge einer geplanten Baumaßnahme archäologisch untersucht.